# Abrechnung in Shanghai
Abrechnung in Shanghai, auch bekannt als Im Banne von Shanghai (Originaltitel: The Shanghai Gesture), ist ein US-amerikanisches Filmdrama im Stil des Film noir aus dem Jahr 1941. Unter der Regie von Josef von Sternberg sind Gene Tierney, Walter Huston, Victor Mature und Ona Munson in den Hauptrollen zu sehen.

## Handlung
Die junge Britin Victoria Charteris will in Shanghai ein wenig Abwechslung erleben, weshalb sie eines Abends einem örtlichen Casino einen Besuch abstattet. Im Casino, das einer Chinesin namens „Mutter“ Gin Sling gehört, treiben sich Spielsüchtige aus den verschiedensten Ländern herum. Victoria ist von der mysteriösen Atmosphäre sofort fasziniert. Kurz darauf lernt sie den geheimnisvollen Ägypter Doktor Omar kennen, dem sie sich als Poppy Smith vorstellt. Unterdessen erfährt Gin Sling, dass ein wohlhabender Brite ihr Grundstück gekauft hat, weshalb sie ihr Casino schließen muss. Entschlossen, sich zu rächen, findet Gin Sling heraus, dass es sich bei dem neuen Besitzer um Sir Guy Charteris, Victorias Vater und zugleich Gin Slings Ex-Mann, handelt.
Wochen vergehen, in denen sich Victoria in eine alkohol- und spielsüchtige Frau verwandelt, die das Geld ihres Vaters an der Seite von Omar zum Fenster hinauswirft. Als ihr Vater davon erfährt, besteht er darauf, dass sie umgehend nach England zurückkehrt. Als Charteris auf Gin Sling trifft, erkennt er diese erst, als sie ihn mit seinem alten chinesischen Spitznamen anspricht. Gin Sling macht ihm Vorwürfe, sie einst im Stich gelassen, ihr die Tochter weggenommen und ihr Geld gestohlen zu haben. Charteris fühlt sich von ihr jedoch verkannt. Er habe sich von ihr zwar scheiden lassen, doch das angeblich gestohlene Geld habe er auf ihren Namen bei einer Bank angelegt. Zudem habe er Victoria aus einem Krankenhaus gerettet, wo sie ausgesetzt worden sei.
Victoria, die entgegen dem Willen ihres Vaters nicht nach England geflogen ist, ahnt nichts von ihrer halbchinesischen Abstammung. Als sie im Casino eintrifft und ihr Vater sagt, sie solle das Casino verlassen, wird sie wütend und beginnt, auch Gin Sling zu beschimpfen. Diese zieht schließlich eine Waffe und erschießt ihre eigene Tochter.

## Hintergrund
Der Film basiert auf einem Bühnenstück von John Colton, das 1925 am Broadway uraufgeführt wurde. Für die Leinwandadaption musste das Stück stark zensiert werden, um den strengen und konservativen Vorgaben des Production Code zu entsprechen. Ursprünglich handelte es sich bei Gin Slings Casino um ein Bordell, während Omar nicht spiel-, sondern drogensüchtig war.
Abrechnung in Shanghai feierte am 25. Dezember 1941 im Astor Theatre in New York Premiere und kam am 15. Januar 1942 in die US-amerikanischen Kinos. In Deutschland wurde der Film erstmals am 3. Oktober 1971 vom WDR im Fernsehen gezeigt.

## Kritiken
„Die Geschichte um die mit allen Mitteln der damaligen Kinotechnik hergerichtete gigantische Spielhalle entwickelt von Sternberg zu einem meisterhaft fotografierten und ausgeleuchteten, hochstilisierten Ballett der Bewegungen und Gesten“, befand das Lexikon des internationalen Films.
Bosley Crowthers Kritik in der New York Times fiel dagegen 1941 sehr negativ aus. Der Film sei „absolut prätentiös, durchweg schleierhaft und in jeder einzelnen Rolle derartig schlecht gespielt“, dass „die einzig versöhnliche Eigenschaft“ daher rühre, dass es „am Ende lachhaft“ werde. Josef von Sternberg sei als Regisseur „offensichtlich so sehr damit beschäftigt“ gewesen, „schöne Aufnahmen zu machen“, dass er „die Notwendigkeit außer Acht gelassen“ habe, „einen verständlichen Film“ zu drehen. Variety merkte seinerzeit an, dass der Film ohne „die effektvollen Elemente“ des ihm zugrunde liegenden Bühnenstücks „ein eher langweiliges und nebulöses Orient-Drama“ sei. Victor Mature habe jedoch „eine herausragende Vorstellung“ geliefert, während Walter Hustons „Fähigkeiten im Durcheinander verlorengegangen“ seien und Ona Munson ihr „maskengleiches Make-up“ in ihrem Spiel nicht durchdringen könne.
Rückblickend war auch Filmkritiker Leonard Maltin nicht überzeugt. Abrechnung in Shanghai sei ein „langsames, schwülstiges Drama“. Die durchaus „faszinierende Regie“ könne es irgendwie nie rausreißen.

## Auszeichnungen
Der Film erhielt zwei Oscar-Nominierungen in den Kategorien Bestes Szenenbild und Beste Filmmusik. Der zuständige Filmarchitekt Boris Leven und Komponist Richard Hagemann konnten sich jedoch nicht gegen die Konkurrenz behaupten.

## Deutsche Fassung
Eine deutsche Synchronfassung entstand für das Fernsehen der DDR nach dem Dialogbuch und unter der Dialogregie von Erik Veldre.
| Rolle                            | Darsteller        | Synchronsprecher DDR |
| -------------------------------- | ----------------- | -------------------- |
| Victoria Charteris / Poppy Smith | Gene Tierney      | Andrea Aust          |
| Sir Guy Charteris                | Walter Huston     | Helmut Schellhardt   |
| Doktor Omar                      | Victor Mature     | Jaecki Schwarz       |
| „Mutter“ Gin Sling               | Ona Munson        | Friederike Aust      |
| Dixie Pomeroy                    | Phyllis Brooks    | Barbara Schnitzler   |
| Van Elst                         | Albert Bassermann | Gerry Wolff          |
| Caesar Hawkins                   | Eric Blore        | Horst Lampe          |
| Tagelöhner                       | Mike Mazurki      | Dieter Korthals      |
| Percival Montgomery Hower        | Clyde Fillmore    | Helmut Müller-Lankow |
| Mr. Jackson                      | Rex Evans         | Lutz Riemann         |
| Marcel                           | Marcel Dalio      | Erik Veldre          |
| Ryerson                          | Leyland Hodgson   | Franz Viehmann       |
| Poppys Begleiter                 | John Abbott       | Michael Narloch      |
| De Micheaux                      | Jean De Briac     | Wolfgang Lohse       |